# Margaux Rouvroy
Margaux Rouvroy (Francia, 22 marzo 2001) è una tennista francese.

## Carriera
Margaux Rouvroy ha vinto 4 titoli nel singolare e 2 titoli in doppio nel circuito ITF in carriera. Il 16 settembre 2024 ha raggiunto il best ranking in singolare alla 211ª posizione mondiale, mentre il 3 febbraio 2025 ha raggiunto in doppio la 295ª posizione mondiale.
Ha iniziato a giocare a tennis fra i 4 e 5 anni influenzata dal padre, anch'esso giocatore. Si è allenata in un club a Seine-et-Marne e successivamente si è trasferita a Reims, per tre anni. Si allena all’accademia Smash It di Plaisir, nelle Yvelines. Appena compiuta la maggiore età, ha smesso di giocare nel circuito junior e si è concentrata esclusivamente in quello ITF. Nel 2020 ha subito un infortunio al polso che l'ha costretta a fermarsi per otto mesi. Si definisce una giocatrice abbastanza atipica, con diverse variazioni quali drop shot, chops, topspin, e dispone di un buon servizio, mentre come punti deboli evidenzia la sua poca aggressività, limitandosi nel gioco passivo e con difficoltà con le transizioni nel gioco in avanti, che si fa più evidente quando gioca all'aperto, dove si posiziona più lontano dalla linea.
Ha fatto il suo debutto nel circuito maggiore all'Open 6ème Sens Métropole de Lyon 2023, grazie ad una wildcard per le qualificazioni, sconfitta nel primo turno dalla prima testa di serie Linda Nosková.
Si fa notare al Roland Garros 2023 dove al primo turno delle qualificazioni estromette la ex numero 4 del mondo e campionessa Slam Sofia Kenin in due set.
Il 15 dicembre 2024, Margaux vince il primo titolo WTA 125 della carriera all'Open BLS de Limoges 2024 nel doppio insieme alla connazionale Elsa Jacquemot, dove hanno sconfitto la russa Ėrika Andreeva e la francese Séléna Janicijevic con il punteggio di 6-4, 6-3.

## Circuito WTA 125

### Doppio

#### Vittorie (1)
| N. | Data             | Torneo                       | Superficie  | Compagna       | Avversarie in finale              | Punteggio |
| 1. | 15 dicembre 2024 | Open BLS de Limoges, Limoges | Cemento (i) | Elsa Jacquemot | Ėrika Andreeva Séléna Janicijevic | 6-4, 6-3  |

## Statistiche ITF

### Singolare

#### Vittorie (4)
| Torneo $100.000 (0) |
| Torneo $80.000 (0)  |
| Torneo $60.000 (0)  |
| Torneo $40.000 (0)  |
| Torneo $25.000 (3)  |
| Torneo $15.000 (1)  |

| N. | Data             | Torneo                                                                | Superficie  | Avversaria in finale | Punteggio     |
| 1. | 16 giugno 2019   | Magic Tours, Tabarka                                                  | Cemento     | María Paulina Pérez  | 6-4, 6-3      |
| 2. | 22 gennaio 2022  | Tournoi International Féminin de la Ville de Petit-Bourg, Petit-Bourg | Cemento     | Emma Léné            | 6-2, 1-6, 6-1 |
| 3. | 3 dicembre 2023  | Lousada Indoor Open, Lousada                                          | Cemento (i) | Lucija Ćirić Bagarić | 6-2, 6-3      |
| 4. | 1º dicembre 2024 | Lousada Indoor Open, Lousada                                          | Cemento (i) | Matilde Jorge        | 7-5, 6-3      |

#### Sconfitte (2)
| Torneo $100.000 (1) |
| Torneo $80.000 (0)  |
| Torneo $60.000 (0)  |
| Torneo $40.000 (0)  |
| Torneo $25.000 (1)  |
| Torneo $15.000 (0)  |

| N. | Data           | Torneo                                   | Superficie  | Avversaria in finale | Punteggio     |
| 1. | 16 giugno 2024 | Engie Open de Biarritz, Biarritz         | Terra rossa | Sara Saitō           | 7-5, 3-6, 3-6 |
| 2. | 6 ottobre 2024 | Internationaux de Reims-Champagne, Reims | Cemento (i) | Julija Avdeeva       | 6-3, 3-6, 4-6 |

### Doppio

#### Vittorie (2)
| Torneo $100.000 (0) |
| Torneo $80.000 (0)  |
| Torneo $60.000 (0)  |
| Torneo $40.000 (0)  |
| Torneo $25.000 (0)  |
| Torneo $15.000 (2)  |

| N. | Data           | Torneo                                                     | Superficie  | Compagna        | Avversarie in finale              | Punteggio |
| 1. | 27 luglio 2019 | Open International des Contamines, Les Contamines-Montjoie | Cemento     | Aubane Droguet  | Rania Azziz Mathilde Dury         | 7-5, 6-3  |
| 2. | 31 luglio 2021 | Knokke Zoute Ladies Open, Knokke                           | Terra rossa | Émeline Dartron | Anaëlle Leclercq Lucie Nguyen Tan | 6-1, 6-3  |

#### Sconfitte (1)
| Torneo $100.000 (0) |
| Torneo $80.000 (0)  |
| Torneo $60.000 (0)  |
| Torneo $40.000 (0)  |
| Torneo $25.000 (1)  |
| Torneo $15.000 (0)  |

| N. | Data          | Torneo                  | Superficie  | Compagna        | Avversarie in finale                 | Punteggio |
| 1. | 6 aprile 2024 | Hammamet Open, Hammamet | Terra rossa | Émeline Dartron | Carson Branstine Ekaterina Rejngol'd | 3-6, 0-6  |